# Soledad Linares Rodríguez
Soledad Linares Gutiérrez (San Martín de Valdeiglesias, Comunitat de Madrid, 26 de juny 1950) és una política valenciana d'origen madrileny, diputat a les Corts Valencianes de la vi, vii i viii legislatures.
Ha treballat com a funcionària i és militant del PP, partit amb el qual ha estat regidora de l'ajuntament de Castelló de la Plana el 1999-2003 i directora territorial de la Conselleria de Benestar Social del País Valencià el 1997-2003. Ha estat escollida diputada per la província de Castelló a les eleccions a les Corts Valencianes de 2003, 2007 i 2011.